# Out of Justice – Gegen jedes Gesetz
Out of Justice – Gegen jedes Gesetz (koreanisch: 이것이 법이다, internationaler Titel: This Is Law) ist ein südkoreanisches Selbstjustiz-Szenario von Regisseur Min Byeong-jin aus dem Jahr 2001. Der Streifen handelt von einem geheimnisvollen Killer, der es sich zur Aufgabe macht Gewaltverbrecher, die aufgrund guter Beziehungen oder Verfahrensfehlern freigesprochenen wurden, selbst zu richten und die Morde anschließend ins Internet zu stellen.

## Handlung
Der wegen seiner unorthodoxen Methoden bekannte junge Polizist Bong arbeitet gemeinsam mit einem älteren Kollegen Na im Morddezernat von Seoul. Die Stadt wird seit geraumer Zeit von einer mysteriösen Mordserie heimgesucht, die den Einsatz des Sondereinsatzkommando unter Leitung Pyos erforderlich macht. Ein anonymer Mörder, der unter dem Pseudonym „Dr. Q“ sein Unwesen treibt, exekutiert überführte Verbrecher auf bestialische Weise, die zuvor aus Mangel an Beweisen straffrei kamen. Der selbst ernannte Rächer hinterlässt dabei stets eine Tarot-Karte als sein „Markenzeichen“ am Tatort zurück. Des Weiteren filmt er jede Ermordung mit einer Digicam und stellt diese anschließend als Video auf seiner Internetseite „online“. 
Eines Tages wird ein hochrangiger Polizeichef ermordet aufgefunden und der herbeigerufenen Spezialeinheit gelingt es ein Phantombild durch einen Augenzeugen zu erstellen, das seinen ehemaligen Partner Park zeigt. Neben der Tarot-Karte weckt vor allem das Video das Interesse Pyos, der erhebliche Zweifel an der Authentizität des neuerlichen Mordvideos hat. Er glaubt vielmehr nicht an einen Einzeltäter, wird jedoch von der aktuellen Lage eingeholt, da Dr. Q zwischenzeitlich einen weiteren Mord auf seiner Webseite ankündigt und letztendlich auch vollstreckt. Bong und Na werden inzwischen damit beauftragt mit dem Sondereinsatzkommando mitzuarbeiten, um eine undichte Stelle innerhalb der Polizei zum organisierten Verbrechen aufzudecken.
Als sich Dr. Q später in einem Internetforum meldet, gelingt es Kang ihn in einem Internetcafé zu orten. Als sie die Einrichtung aufsuchen, kann Na einen Verdächtigen ausfindig zu machen, der ihm jedoch entwischt. Bong nimmt daraufhin die Verfolgung der flüchtenden Person auf und stellt diese nach einer wilden Verfolgungsjagd. Es kommt zu einem Kampf in deren Folge die flüchtende Person, es handelt sich um einen Reporter, zu Tode kommt. Nachdem der vermeintliche Serienmörder gestellt ist, kommt es innerhalb des Polizeireviers zu Unstimmigkeiten, da fortan jeder Jeden als Spitzel verdächtigt. Die Lage spitzt sich weiter zu, als der oberste Polizeichef die Auflösung des Sondereinsatzkommandos beschließt.
Als der Geschäftsmann und Geldwäscher Song erschossen aufgefunden wird, meldet sich auch Park wieder, der im Besitz dessen Mobiltelefons ist, auf dem ein Gespräch zwischen Song und dem obersten Polizeichef verzeichnet ist. Dieses Gespräch belegt die Korruption des obersten Polizeichefs. Als Park das Handy seinen alten Weggefährten und Leiter der Mordkommission Kim übergeben will kommt es zu einem Showdown. In einer wilden Schießerei mit unzähligen Toten wird Na als Rächer enttarnt, der sich daraufhin selbst erschießt.
Am Ende des Films eilen Bong und Kang, die offen eine gewisse Sympathie füreinander empfinden und gemeinsam bei der Mordkommission arbeiten zu einem Mordfall, wo Pyo zu ihnen stößt. Dem Trio wird der Mordfall durch ein neues Sonderkommando entzogen – so endet der Film.

## Kritiken
Der Film fand im Allgemeinen eher schwache bis vernichtende Kritiken. Neben der Regieleistung, der Geschichte als solches wurden vor allem die schauspielerischen Fähigkeiten der Darsteller bemängelt.

„Wer auf ‚Ein Serienkiller wird gesucht‘-Filme steht, kann sich ‚This is Law‘ ruhig mal ansehen. Kurzweilige Popcornunterhaltung bekommt man auf jeden Fall geboten. Allen anderen würde ich empfehlen, sich doch nach etwas anderem umzusehen.“

„Der Erstlingsfilm setzt sich zwischen alle Stühle, weil er sich für kein Genre entscheiden kann und Cop-Thriller mit komödiantischer Action verbinden will. Dieses Konzept geht trotz Hochglanz-Inszenierung nicht auf.“